# Cratere Ejriksson
Ejriksson  è un cratere sulla superficie di Marte.